# Sveriges Radio Drama
Sveriges Radio Drama, tidigare Radioteatern, är Sveriges Radios avdelning för produktion av radioteater och ljuddrama. 

## Historik
Redan de första åren Radiotjänst sände radio förekom det ofta teaterutsändningar. Den första föreställningen var Brita von Horns pjäs Kungens amour som sändes 11 januari 1925. Det var dock en scenpjäs från Komediteatern som man sände från en radiostudio efter en bearbetning av Brita von Horn, för att passa det nya experimentet Eterteatern.
Först 1929 bildades Radioteatern som en självständig avdelning inom Radiotjänst.
I maj 2016 bytte verksamheten namn, från Radioteatern till Sveriges Radio Drama. Samtidigt förklarade avdelningens chef Malin Axelsson att sändningarna skulle breddas till samtliga Sveriges Radios kanaler; tidigare hade radioteater sänts enbart i P1 och P4[källa behövs].
I dag producerar Sveriges Radio Drama en mängd olika genrer och former av ljuddrama – nyskriven dramatik, deckarserier, storytelling, kortteater, klassiker, komedier och ljudkonst.
En underavdelning till Sveriges Radio Drama är Drama för unga, tidigare Unga Radioteatern, som producerar radiodrama för åldrarna 9–12 år.

## Verksamhetschefer
- Per Lindberg (1929–1931)
- Carl Anders Dymling (1931–1935)
- Hjalmar Gullberg (1936–1950)
- Herbert Grevenius (1950–1957)
- Palle Brunius (1957–1966)
- Sigvard Mårtensson (1966–1967)
- Carl-Olof Lång (1967–1968)
- Per Erik Wahlund (1969)
- Jan Molander (1970–1972)
- Sigvard Mårtensson (1972–1979)
- Ingrid Hiort af Ornäs (1979–1984)
- Per Lysander (1984–1988)
- Stefan Johansson (1988–1995)
- Åsa Melldahl (1995–2000)
- Magnus Florin (2000–2006)
- Jasenko Selimovic (2006–2011)
- Stina Oscarson (2011–2014)
- Malin Axelsson (2015–2019)
- Doreen Kanter (2019–)

### Fotnoter
1. ↑  ”Sveriges Radio”. Arkiverad från originalet den 1 februari 2014. https://web.archive.org/web/20140201215643/http://sverigesradio.se/sida/artikel.aspx?programid=965&artikel=359350. Läst 16 april 2011.
2. ↑  ”Nu ska drama höras i hela Sveriges Radio”. http://www.dn.se/arkiv/kultur/nu-ska-drama-horas-i-hela-sveriges-radio/. Läst 28 maj 2016.
3. ↑  ”Radioteatern blir drama i alla kanaler”. http://www.svd.se/radioteatern-blir-drama-i-alla-kanaler. Läst 28 maj 2016.
4. ↑  ”Det här är Sveriges Radio Drama”. Arkiverad från originalet den 5 augusti 2016. https://web.archive.org/web/20160805135012/http://sverigesradio.se/sida/artikel.aspx?programid=4973&artikel=6438060. Läst 28 maj 2016.
5. ↑  ”Drama för unga”. http://sverigesradio.se/sida/avsnitt?programid=3171. Läst 28 maj 2016.